# Communauté de communes du Pays de Grignan
La Communauté de communes du Pays de Grignan  est une ancienne communauté de communes française, située dans le département de la Drôme et la région Rhône-Alpes.
Elle a fusionné avec la communauté de communes de l'Enclave des Papes (Vaucluse) le 1er janvier 2014 pour former, avec la commune de Grignan, la communauté de communes Enclave des Papes-Pays de Grignan.

## Composition
Lors de sa dissolution, elle regroupait 14 communes:
- Chamaret
- Chantemerle-lès-Grignan
- Colonzelle
- Le Pègue
- Montbrison-sur-Lez
- Montségur-sur-Lauzon
- Montjoyer
- Réauville
- Roussas
- Rousset-les-Vignes
- Saint-Pantaléon-les-Vignes
- Salles-sous-Bois
- Taulignan
- Valaurie

Le 1er janvier 2011, Montségur-sur-Lauzon a rejoint la communauté de communes.

## Historique
Elle a été créée par arrêté préfectoral du 28 décembre 2009.